# Adelaide Clemens
Adelaide Clemens (30 tháng 11 năm 1989) là một nữ diễn viên Úc. Năm 2008, Cô đã được đề cử cho giải Logie Award cho vai diễn của cô trong series phim Love My Way. Trong năm 2012, Cô cũng xuất hiện ở trong bộ phim X-Men Origins:Wolverine và đóng vai nữ chính Heather Mason trong bộ phim kinh dị Silent Hill:Revelation 3D và một số phim khác như The Great Gatsby(2013),Generation Um...(2012),No One Lives (2012),....

### Cuộc sống
Clemens sinh ra ở Brisbane,Australia.Bố của cô là người anh,cô đã từng sống ở Nhật Bản,Pháp và Hồng Kông-nơi mà cô theo học Trường Quốc tế Hồng Kông.

### Sự nghiệp diễn xuất
Cô bắt đầu đóng phim như là một diễn viên Australia. Cô được mời đóng trong một tập phim của Blue Water High năm 2006 và trong 2007 cô đóng vai Allison trong series phim Pirate Islands: The Lost Treasure of Fiji.Cô cũng đóng vai Harper trong series phim Love My Way năm đó và nhận được đề cử giải Graham Kenedy cho Diễn viên nổi bật nhất. Năm 2010 cô đóng vai Xandrie trong bộ phim Wasted On The Young,bộ phim kể về cuộc tình tay ba giữa các học sinh trung học là Xandrie,Zack và Darren.
Năm 2012 cô đóng bộ Phim Generation Um.. cùng với Keanu Reeves và Bojana Novakovic,bộ phim được chiếu hạn chế trên các rạp vào ngày 3/5/2013.
Tháng 1 năm 2010,Clemens đã tham gia vào đội ngũ diễn viên của bộ phim Fury Road,một phần tiếp theo của bộ phim Mad Max. Năm 2011,cô đóng trong bộ phim Certainly,đạo diễn bởi Peter Askin, dựa theo vở kịch Certainly của Mike O'Malley.Cô cũng đóng với Kevin Zegers trong bộ phim Vampire,vai Ladybird-một người mẹ đơn thân tự tử.
Năm 2012,cô đóng vai chính trong phim Camilla Dickinson cùng với Gregg SUlkin,Cary Elwes.Bộ phim dựa theo tiểu thuyết cùng tên năm 1951 của tác giả Madeleine L'Engle.Cô đóng vai chính trong phim kinh dị Silent Hill:Revelation,bộ phim dựa theo trò chơi kinh dị nổi tiếng Silent Hill 3.Cũng năm ấy,cô đóng vai chính Valentine Wannop trong series Parade's End,cùng với Benedict Cumberbatch và Rebeca Hall.Cô cũng đóng trong bộ phim kinh dị No One Lives cùng với Luke Evans.
Năm 2013,cô đóng vai Catherine-người chị của Myrtle Wilson trong bộ phim bom tấn The Great Gatsby dựa theo tiểu thuyết cùng tên của F.Scott Fitzgerald's cùng với Isla Fisher.Cô đóng vai Tawney Talbot trong series truyền hình Rectify của Kênh Sundace Channel.series được coi là series mới hay nhất của năm 2013.

## Các phim đã đóng

### Phim
| Năm  | Tên                        | Vai trò           | Notes         |
| ---- | -------------------------- | ----------------- | ------------- |
| 2009 | X-Men Origins: Wolverine   | Carnival Girl     |               |
| 2010 | At the Tattooist           | Kelly             | Short film    |
| 2010 | Wasted on the Young        | Xandrie           | Vai chính     |
| 2011 | Vampyre                    | Ladybird          |               |
| 2011 | Certainty                  | Deb Catalano      |               |
| 2012 | Camilla Dickinson          | Camilla Dickinson | Vai chính     |
| 2012 | Generation Um...           | Mia               | Vai chính     |
| 2012 | No One Lives               | Emma              | Vai chính     |
| 2012 | Silent Hill: Revelation 3D | Heather / Alessa  | Vai chính     |
| 2013 | The Great Gatsby           | Catherine         |               |
| 2013 | The World Made Straight    | Lori              | Đang sản xuất |

### Phim truyền hình
| Năm  | Tên                                       | Vai trò          | Notes                      |
| ---- | ----------------------------------------- | ---------------- | -------------------------- |
| 2006 | Blue Water High                           | Juliet           | Episode: "2.5"             |
| 2007 | Pirate Islands: The Lost Treasure of Fiji | Alison           | (13 episodes)              |
| 2007 | Love My Way                               | Harper           | (8 episodes)               |
| 2008 | Out of the Blue                           | Fiona            | Episode: "1.37"            |
| 2008 | Dream Life                                | Rose             | TV film                    |
| 2009 | All Saints                                | Stephanie        | Episode: "Give and Take 2" |
| 2010 | The Pacific                               | Registrar Girl   | Episode: "Home"            |
| 2010 | Lie to Me                                 | Megan Cross      | Episode: "The Royal We"    |
| 2012 | Parade's End                              | Valentine Wannop | Vai chính(5 tập)           |
| 2013 | Rectify                                   | Tawney Talbot    | Vai chính (6 tập)          |